# Obryv Zigzag
Obryv Zigzag (englische Transkription von russisch Обрыв Зигзаг Obryw Sigsag, deutsch ‚Zickzack-Abbruch‘) ist ein Kliff im ostantarktischen Mac-Robertson-Land. Es ragt nordwestlich des Mount Twigg nahe dem Kopfende des Lambert-Gletschers auf.
Russische Wissenschaftler benannten es.